# Лебедки (Гагарінський район)
Лебедки (рос. Лебедки) — присілок Гагарінського району Смоленської області Росії. Входить до складу Єльнинського сільського поселення.
Населення — 23 особи (2007 рік). 